# Fandok Babrujsk
Fandok Babrujsk (belarussisch Фандок Бабруйск, russisch Фандок Бобруйск/Fandok Bobruisk) war ein Fußballverein aus der belarussischen Stadt Babrujsk. Er spielte von 1992 bis 1995 in der Wyschejschaja Liha, der höchsten Spielklasse des Landes und stand 1994 im Endspiel des belarussischen Pokals.

## Geschichte
In der Zeit der Sowjetunion bis 1991 trug der Verein den Namen Traktor Babrujsk. Nachdem er 1991 in der belarussischen Liga innerhalb der Sowjetunion gespielt hatte, gehörte er nach der Unabhängigkeit von Belarus 1992 zu den Gründungsmitgliedern Wyschejschaja Liha. Dort trat er als Fandok Babrujsk an und belegte in den ersten drei Spielzeiten Plätze im vorderen Mittelfeld. Im belarussischen Pokal erreichte Fandok 1994 das Endspiel, welches gegen Meister Dinamo Minsk mit 1:3 verloren wurde.
Als Pokalfinalist nahm der Verein an der Qualifikation zum Europapokal der Pokalsieger 1994/95 teil. Dort gelang im Hinspiel gegen KF Tirana ein 4:1-Sieg, jedoch verlor die Mannschaft das Rückspiel in Albanien mit 0:3 und schied aufgrund der Auswärtstorregel aus.
Die Ligasaison 1994/95 beendete Fankok auf Platz 11 und benannte sich anschließend in FK Babrujsk um. In der Zwischensaison im Herbst 1995 wurde die Mannschaft mit zwei Punkten aus 15 Spielen abgeschlagen Tabellenletzter. Nach dem verpassten Klassenerhalt trat der Verein 1996 nicht mehr an.